# Kaljmius
Kaljmius (ukr. Кальміус, rus. Кальмиус) je rijeka na jugoistoku Ukrajine duga 209 km.

## Zemljopis
Kaljmius izvire kod grada Jasinuvata u Donjeckoj oblasti, a slijeva se u Taganroški zaljev, u Azovskom moru. Površina porječja je oko 5070 km², a prostire se južnim dijelom Donječke visoravni. Prosječni istjek kod ušća iznosi oko 6,23 m3/s.
Vode rijeke intenzivno se koriste za navodnjavanje i za potrebe industrije. Zbog tog je u gornjem toku rijeke izgrađeno veliko akumulacijsko jezero - Verhnekaljmiuskoe (Верхнекальмиусское водохранилищe), a nakon tog još tri. Rijeka je danas dio hidrološkog kompleksa - Sjeverni Donjec - Donbas, jer je riječnim kanalima povezana sa Sjevernim Donjecom, i s gradom Donjeckom.
Sam Kaljmius nije plovan, ali na svom ušću u Azovsko more formira zgodan zaljev u kojem leži luka Mariupolj.

## Povijest
Prema jednoj od pretpostavki, Kaljmius je mitska rijeka Kalka na čijim se obalama 1223. odigrala bitka između rusko-polovskih s mongolsko-tatarskim snagama.
U brojnim dokumentima iz 16. do 17. stoljeća rijeka se naziva Mius, što je očito riječ turkijskog porijekla. No rijeka je imala (i to od 13. stoljeća) i drugi naziv - Kala ili Kalka (to je riječ iranskog podrijetla, a znači; crno, prljavština, grijeh, blato) ona je kasnije ušla i u slavenske jezike kao riječ za blato.
Kako bi razlikovali rijeku Kaljmius od rijeke Mius, Slaveni i Turci su negdje od 1571. počeli koristiti današnje ime rijeke Kaljmius, a to je sintagma koja je značila Blatni Mius.

## Vanjske poveznice
|  | Zajednički poslužitelj ima još gradiva o temi Kaljmius |

- Кальмиус na portalu Географическая энциклопедия (rus.)